# Liste der Monuments historiques in Bost (Allier)
Die Liste der Monuments historiques in Bost (Allier) führt die Monuments historiques in der französischen Gemeinde Bost auf.

## Liste der Bauwerke
| Bezeichnung      | Beschreibung              | Standort | Kennzeichnung | Schutzstatus | Datum | Bild           |
| ---------------- | ------------------------- | -------- | ------------- | ------------ | ----- | -------------- |
| Kirche St-Pierre | Erbaut im 12. Jahrhundert | (Lage)   | PA00093009    | Inscrit      | 1933  | weitere Bilder |

## Liste der Objekte
| Bezeichnung                 | Beschreibung           | Standort                       | Kennzeichnung | Schutzstatus | Datum | Bild |
| --------------------------- | ---------------------- | ------------------------------ | ------------- | ------------ | ----- | ---- |
| Skulptur des heiligen Urban | Holz, polchrom gefasst | in der Kirche St-Pierre (Lage) | PM03001553    | Inscrit      | 2006  |      |